# Paus Clemens XIV
Clemens XIV, geboren als Giovanni Vincenzo Antonio Ganganelli (Santarcangelo di Romagna bij Rimini, 31 oktober 1705 – Rome, 22 september 1774) was paus van 1769 tot 1774.
Na de dood van zijn vader, de gemeentelijke arts van Sant'Arcangelo, trad hij in 1723 in bij de orde der Minderbroeders. In 1741 werd hij definitor generalis van die orde, en raakte bevriend met paus Benedictus XIV, die hem benoemde tot consultor der Inquisitie. Onder zijn bewind werden veel geschriften van de Franse Verlichting verboden. Clemens XIII schonk, op aanraden van Lorenzo Ricci, de laatste generaaloverste der Jezuïeten, in 1759 de kardinaalshoed aan Ganganelli.
Na de dood van paus Clemens XIII was het conclaaf van 1769 drie maanden lang besluiteloos in de keuze van zijn opvolger, totdat die eindelijk, na verschillende machinaties van Europese regerende vorsten, op 19 mei 1769 op Ganganelli viel. Hij was de eerste niet-adellijke paus in lange tijd. Clemens' politiek was er van het begin af op gericht om de relaties tussen de Europese hoven te verbeteren. Ook deed hij wat er van hem verwacht werd: na lang aarzelen vaardigde hij in het belang van de vrede van de Kerk op 21 juli 1773 de breve Dominus ac Redemptor noster (Onze Heer en Heiland) uit, waarbij de orde der Jezuïeten werd opgeheven.
Hij was het ook die de jonge Mozart naar Rome uitnodigde omdat die het beschermde Miserere van Gregorio Allegri had gekopieerd en aan de Londense uitgever Britney had doorgegeven.
In 1771 begon hij met de bouw van het naar hem en zijn opvolger Pius VI genoemde Pio-Clementijnse Museum, een van de grootste verzamelingen van oudheden van het Vaticaan.
Voor de joden van Rome, in hun getto, betekenden de pontificaten van zowel zijn voorganger als dat van hem "een grote verbetering". Hij wordt vriendelijk genoemd.
Clemens overleed na een lang ziekbed op 22 september 1774, gehaat door de ultramontanen, maar betreurd door zijn onderdanen vanwege zijn geslaagde bestuur van de Kerkelijke Staat. Hij werd begraven in de Basilica dei XII Apostoli, die – als kardinaal – zijn titelkerk was.
Volgens geruchten werd hij met Aqua Tofana vergiftigd.
Het overlijden van deze verzoeningsgezinde paus betekende ook een eind aan de verzoeningspoging door enkele staatslieden en geestelijken om een einde te maken aan het schisma met de "Rooms-Katholieke kerk van de Oud-Bisschoppelijke Cleresie" (zetelend in Utrecht in "Holland"). Clemens had op het punt gestaan een afgevaardigde van de Cleresie te ontvangen toen hij overleed.
Cursief: tegenpaus
1. ↑  De joden van Rome, Sam Waagenaar, Van Holkema & Warendorf, Bussum, ISBN 90 269 4962 6, 1978, blz. 158-160
2. ↑  De Oud-Katholieke Kerk van Nederland, onder redactie van Peter-Ben Smit, Boekencentrum, Utrecht, 2018, hoofdstuk 1 (Wietse van der Velde),blz. 13